# Basawon Singh

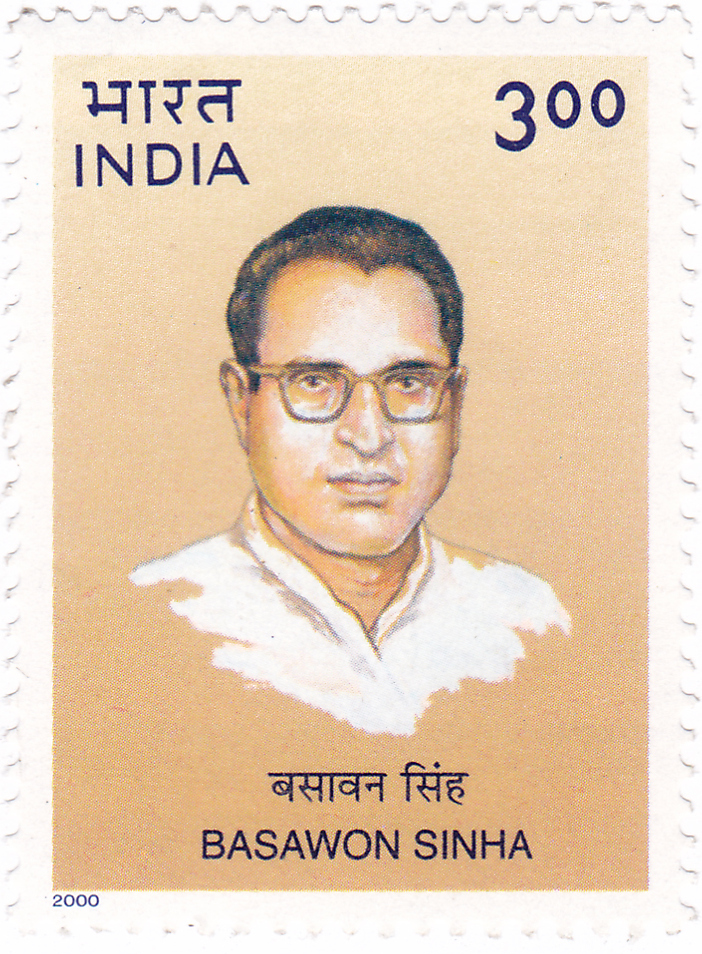
Basawon Singh en un sello postal de la India del año 2000

Basawon Singh o Basawan Singh, también conocido como Basawon Sinha, (23 de marzo de 1909 - 7 de abril de 1989) fue un activista por la independencia de la India y un defensor de los derechos de los trabajadores industriales y agrícolas desfavorecidos.
Pasó un total de 18 años y medio en las cárceles de la India británica como consecuencia de su apoyo a la independencia y estaba comprometido con el socialismo democrático.
Junto con Yogendra Shukla, fue miembro fundador del Partido Socialista del Congreso en Bihar Entre sus colegas y amigos revolucionarios lo llamaban "Lambad" por ser muy alto.

## Primeros años
Basawon Singh nació en una familia campesina pobre en Jamalpur (Subhai), Hajipur el 23 de marzo de 1909. Hijo único, perdió a su padre a los ocho años. Venía de una familia de pequeños agricultores. A la edad de diez años fue corriendo a Hajipur para poder ver y oír a Mahatma Gandhi. Un estudiante brillante, obtuvo becas tanto en la escuela primaria como en la secundaria, donde a partir de entonces se unió a la Dighi High School. Solía enseñar a los niños mayores para tener dinero para poder comer y alojarse. Su madre vendía bambú cada mes por dos rupias para cubrir sus otros gastos escolares.
En 1926, Singh aprobó con una alta calificación el examen de ingreso al G.B.B. College , donde inició sus estudios superiores.

## Revolucionario
Durante los dos últimos años de escuela, Singh estuvo en estrecho contacto con revolucionarios como Yogendra Shukla, el jefe del Ejército Republicano Socialista Indostán (HRSA), quien fue su mentor. Poco después de unirse a la HRSA en 1925, Singh se retiró del G.B.B. College poniendo así fin a su educación formal. Posteriormente estuvo involucrado con Bihar Vidyapeeth en Sadakat Ashram en Patna, donde llevó a cabo un entrenamiento militar intensivo con un pequeño grupo de jóvenes.
Singh se fugó en 1929, después del caso de conspiración de Lahore. También fue coacusado en los casos de conspiración de Bhusawal, Kakori, Tirhut y Deluaha. Continuó con el movimiento junto con Chandrashekhar Azad y Keshav Chandra Chakravarty. Fue sentenciado a siete años de prisión, pero escapó de la cárcel central de Bankipore en junio de 1930 después de tres días. Fue arrestado nuevamente y enviado esta vez a la cárcel central de Bhagalpur.
Mientras estaba en Bhagalpur, Singh realizó un ayuno que acabó con su vida como protesta contra lo que pensaba que eran las condiciones inhumanas imperantes en la cárcel. El día 12 del ayuno lo trasladaron a la cárcel central de Gaya y lo mantuvieron en régimen de aislamiento. Pronto fue trasladado al hospital de la cárcel. Todos los esfuerzos de forzarlo a alimentarse fracasaron. Sir Ganesh Dutt, el entonces ministro de Bihar, le pidió a la madre de Singh, Daulat Kher, que asistiera para instarlo a que abandonara el ayuno. Cuando ella asistió, el día 50 del ayuno, lo bendijo.
La gente esperaba todos los días en la puerta de la cárcel para recibir el cuerpo de Singh en caso de su fallecimiento. Todos los presos políticos en la cárcel también estuvieron en ayuno durante los últimos días en solidaridad con él, pero el día 58 rompió el ayuno después de que Gandhi le informara que se habían cumplido sus demandas. Fue liberado de la cárcel en junio de 1936 debido a su mala salud, pero para restringir su movilidad se le impuso la restricción de no abandonar la ciudad. Sin embargo violó las restricciones y fue nuevamente arrestado.
Singh estudió materias como historia, geografía, ciencias políticas, filosofía, ciencias sociales y ciencias naturales durante sus encarcelamientos. Se decía que tenía memoria fotográfica.

### Política y trabajo sindical
Singh participó activamente en el movimiento sindical desde 1936 hasta su muerte en 1989. Se unió al Partido Socialista del Congreso en diciembre de 1936 y fue nombrado secretario de Trabajo. Estableció sindicatos para los trabajadores de las minas de carbón, el sector azucarero, minas de mica y ferrocarriles de Bihar. Formó el sindicato de trabajadores de Japla en 1937, el sindicato de trabajadores de Baulia en 1937, organizó a los trabajadores del taller de Jamalpur junto con Shivnath Bannerjee, formó el Sindicato de Trabajadores de Fábrica de Algodón y Yute de Gaya, formó la Asociación de Trabajadores de Tata Collieries junto con Subhas Chandra Bose y de paso se convirtió en el presidente de esta última organización cuando Bose dejó la India en 1941. Organizó a los trabajadores del carbón de Talcher con una estrecha coordinación y apoyo de Dukhabandhu Mishra (miembro fundador del sindicato HMS en las cuencas mineras de Talcher), Rajgangpur (Orissa) y Satna (MP); estableció el Sindicato de Trabajadores de Mica, Sindicato de Trabajadores de Gomia (Explosivos), luego estos sindicatos se afiliaron a la HMS. Estuvo activo en el AIRF desde 1936, fue presidente de OT Railway Union de Agra a Nefa y NE Railway Mazdoor Union.
Fue arrestado nuevamente en abril de 1937 junto con Jayaprakash Narayan, Benipuri y otros en Patna por trabajos "inconstitucionales" que realizó durante seis meses. Durante la Segunda Guerra Mundial fue el primer hombre en Bihar en ser arrestado bajo la Ordenanza de Defensa de la India el 26 de enero de 1940 en Husainabad, Palamu, y liberado después de dieciocho meses. Durante el Quit India Movement, después de la interceptación de la carta de Deoli que Jayaprakash Narayan le dirigió, pasó a la clandestinidad en 1941 y fue a Afganistán a recoger armas de fuego y municiones. Asistió a la sesión de Bombay AICC (9 de agosto de 1942) y dirigió el movimiento desde la clandestinidad. Estuvo detenido en Delhi el 8 de enero de 1943 para ser liberado sólo el 3 de abril de 1946, tras lo cual continuó su labor nacionalista y sindical.

### Movimiento sindical
Con Shibnath Bannerjee, trabajó muy duro para formar el sindicato de hombres ferroviarios desde 1936 en adelante. Sindicó a los trabajadores de Japla, Baulia y Dalmianagar en Shahabad; Gaya, Jamshedpur y Kanda; de las minas de carbón de Jharia, Hazaribagh, Kumardhubi; trabajadores de la ciudad de Patna, Jamalpur; los trabajadores de las fábricas de azúcar de Harinagar y Marhawra; los trabajadores de Talcher y Rajgangpur en Orissa; y Satna en las Provincias Centrales.
Tras la Segunda Guerra Mundial, el movimiento sindical ganó fuerza y urgencia gracias a los incansables esfuerzos de Basawon Singh. Organizó a los trabajadores en diversos campos como azúcar, carbón, cemento, mica, explosivos, industrias del aluminio, hierro y acero, ferrocarriles, oficinas de correos y bancos, etc. Fue uno de los fundadores de Hind Mazdoor Sabha, y su presidente a nivel estatal y central.
Basawon Singh participó activamente en la Federación de Ferroviarios de la India desde 1936 en adelante. Fue presidente del Sindicato de Ferrocarriles de Oudh Tirhoot (OT) y del Sindicato de Mazdoor de Ferrocarriles del Noreste durante varios años y desde 1946 el vicepresidente (presidente en funciones porque Subhas Chandra Bose era el presidente y para entonces había escapado de la India) de la Federación de Ferroviarios de toda la India.

### Dalmianagar y 30 días de ayuno hasta la muerte
Antes de la independencia, Basawon Singh trabajó en el movimiento sindical con incansable celo por la causa del socialismo democrático, porque el sindicalismo era uno de los principales factores del cambio social y la justicia social. A principios de octubre de 1938, fue arrestado en Dalmianagar bajo la Sección 107 de C.P.C. con otros 6 líderes para sus reuniones regulares y organizando una huelga intensiva de unos 2400 hombres. En el curso del movimiento sindical, este destacado líder socialista recurrió a menudo al método de ayuno de Gandhi para protestar contra la injusticia infligida a los trabajadores. El 12 de enero de 1949 fue detenido en Dalmianagar en virtud de la Ley de mantenimiento del orden público de Bihar y fue puesto en libertad a finales de marzo. Posteriormente realizó una huelga de hambre durante 30 días en Dalmianagar por la causa de los trabajadores. El primer ministro de India, Jawaharlal Nehru y su amigo y colega socialista Jayaprakash Narayan intervinieron y Rajendra Prasad se convirtió en árbitro, con lo cual solo entonces Basawon Babu rompió su ayuno el día 31.

### Segunda Guerra Mundial y el Quit India Movement
Después de que la India participara en la Segunda Guerra Mundial, el Ministerio del Congreso en Bihar, encabezado por Krishna Singh, presentó su dimisión el 31 de octubre de 1939. Singh fue el primer bihari que celebró el Día de la Independencia el 26 de enero de 1940 con una procesión sin autorización y pronunciando un discurso contra la guerra en Japla. En consecuencia el Comisionado Adjunto de Palamau emitió una orden. Se entabló un caso contra él en virtud de las Reglas de Defensa de la India por un discurso objetable pronunciado en Japla. Fue condenado en Daltonganj y condenado a sufrir 18 meses de riguroso encarcelamiento en virtud de las Reglas de la Defensa de la India. Estuvo recluido en la celda T. de la cárcel central de Hazaribagh, mientras que Narayan fue arrestado el 18 de febrero de 1940. Narayan y otros líderes socialistas, incluido Ganga Sharan Singh, fueron recluidos en diferentes celdas. Basawon Singh fue puesto en libertad en julio de 1941.
Basawon Singh desempeñó un papel muy notable e inspirador en el histórico Quit India Movement. Vale la pena señalar que el 12 de abril de 1942, se dirigió a la Conferencia Política del Distrito de Palamau a la que asistieron miles de personas, incluido un gran número de tribus, en su mayoría kherwars y kisans. En la semana siguiente pronunció un discurso muy inspirador con Reasat Karim de Dehri en la conferencia del grupo socialista de Kisan Sabha celebrada el 18 y 19 de abril de 1942 en Patepur en el distrito de Muzaffarpur, que fue presidida por Abdul Hayat Chand de Patna. En vísperas de la rebelión de agosto, Singh fue incluido en la lista negra en el Grupo "A" como líder laborista, socialista y terrorista, clasificación "I" junto con Deep Narayan Singh, Rambriksh Benipuri, Narayan Prasad Verma, Bir Chand Patel y otros líderes del distrito de Muzaffarpur por el colonial gobierno de la provincia de Bihar. Pasó a la clandestinidad y organizó su banda guerrillera de luchadores por la libertad en el denso bosque de Palamau. Las ardientes actividades de este líder socialista alentaron la fuga de seis líderes socialistas, a saber, Shukla, Narayan, Pandit Ramnandan Mishra, Suraj Narayan Singh, Shaligram Singh, Gulab Chand Gupta y Gulali Sonar de la cárcel central de Hazaribagh en la noche de Diwali el 9 de noviembre de 1942. Narayan estaba dispuesto a reunirse con Singh para explicar el programa para derrocar al Raj británico mediante la lucha armada.
Singh fue arrestado nuevamente en Delhi el 7 de enero de 1943. Fue encarcelado con barras transversales y grilletes en las celdas de condenados de las mazmorras del Fuerte Rojo, la cárcel de Delhi, Bankipur, Gaya, Bhagalpur y la cárcel central de Hazaribagh. Fue puesto en libertad en abril de 1947 después de la formación del Ministerio del Congreso en Bihar encabezado por Krishna Singh el 2 de abril de 1946.

## En la India independiente
Fue miembro del Ejecutivo Nacional del Partido Socialista. Es el fundador de HMS (Hind Mazdoor Sabha), una de las seis federaciones nacionales afiliadas a los socialistas. Estuvo detenido por la huelga de Gomia en 1965 luchando por los derechos de los trabajadores.

### Liderazgo socialista
En febrero de 1948, el Partido Socialista del Congreso se desvincula del Congreso. Singh fue un destacado líder del Partido Socialista hasta su fusión con otros partidos políticos para formar el Partido Janata y su gobierno en Bihar, así como en la India en 1977. Fue miembro del ejecutivo nacional del Partido Socialista desde 1939 hasta 1977 y durante muchos años como su presidente estatal.
Ganó de Dehri-on-Sone en las primeras elecciones generales de 1952 y se convirtió en un importante líder de la oposición desde 1952 hasta 1962. Fue miembro del Consejo legislativo de 1962 a 1968. Se convirtió en uno de los ministros de gabinete más poderosos (Ministro del Trabajo, Planificación e Industria del Gabinete) en el Gobierno de coalición de 1967. Durante la emergencia de 1975 permaneció en la clandestinidad durante 20 meses dirigiendo el movimiento y su esposa fue encarcelada bajo el MISA (Maintenance of Internal Security Act) como una potencial "amenaza" para el Gobierno.
En 1977 fue elegido de Dehri-on-Sone y nuevamente se convierte en el ministro de Trabajo, Planificación e Industria del Gabinete en el gobierno del Partido Janata en el estado. Murió el 7 de abril de 1989.
Su esposa Kamala Sinha, nieta del fundador de Jan Sangh, Syama Prasad Mukherjee, también fue una política y diplomática india. Fue elegida dos veces para el Rajya Sabha de 1990 a 2000, y luego se desempeñó como Embajadora en Surinam y Barbados. También se convirtió en la primera mujer Ministra de Estado de la Unión para Asuntos Exteriores en el gabinete de I. K. Gujral.

### Viajes al extranjero
Basawon Singh tenía amplios conocimientos y era conocido por su erudición entre los activistas del Movimiento de Independencia de la India. Representó al país en varias ocasiones. Por primera vez visitó Rangún en 1950. En 1951 fue delegado de la Primera Conferencia Socialista Asiática celebrada en Rangún. En 1954, fue a China y dirigió la Delegación de India para participar en la Celebración del Primero de Mayo. En 1956, representó al Hind Mazdoor Sabha en la conferencia anual del Sindicato de Japón en Domei. En el mismo año, fue a la Unión Soviética y llevó a la delegación india a participar en la celebración del Primero de Mayo. Visitó los Estados Unidos en 1984 por invitación de la American Federation of Labour Congress of Industrial Workers Organization.

## Reconocimiento
El Gobierno de la India emitió un sello conmemorativo a su nombre el 23 de marzo de 2000. Hay un estadio cubierto llamado Basawan Singh Indoor Stadium en la ciudad de Hajipur en Bihar.

#### Primarias
- Vijoy Kumar (ed.), Bihar Vidhanmandal Mein Basawan Singh ke Sambhashan, Patna: Bihar Rajya Abhilekhagar Nideshalaya, Government of Bihar, 2017.
- Mahendra Pal (ed.), Basawan Singh in the records of Bihar State Archives, Patna: Bihar Rajya Abhilekhagar Nideshalaya, Government of Bihar, 2019.

#### Secundarias
- The Times of India published a booklet both in English and Hindi on 30 May 1994, titled "A Tribute".
- Basawon Sinha; A revolutionary patriot. Commemorative Volume ed Rita Sinha and R. Manikaran (1999).
- Basudev Chatterji, Towards Freedom: Documents on the Movement for Independence in India, 1938, Part 2, Oxford University Press, 1999.
- Gayatree Sharma, Basawon Singh: A Revolutionary Patriot, Abhilekh Bihar, Ank 7, Bihar State Archives, Government of Bihar, 2016.
- Thought, Volume 7, Siddhartha Publications, 1955.
- K.K. Datta, History of the Freedom Movement in Bihar, Volume 3, Government of Bihar, 1957.
- Brij Mohan Toofan, When Freedom Bleeds: Journey Through Indian Emergency, Ajanta Publications, 1988.
- Civil Liberties in India: Being Papers Submitted to the Indian Civil Liberties Conference Held in Madras on 16th and 17th July 1949, Volume 1, Madras Civil Liberties Union, 1949.
- V. B. Singh, Shankar Bose, State Elections in India: Data Handbook on Vidhan Sabha Elections, 1952-85, Volume 1, Edition 2, Sage, 1987.
- Gyan Prakash Sharma, Congress and the Peasant Movement in Bihar, Somaiya Publications, 1987.
- Vivekananda Shukla, Rebellion of 1942: Quit India Movement, H.K. Publishers & Distributors, 1989.
- Thought, Volume 15, Siddhartha Publications, 1963.
- Nanak Chand Mehrotra, The Socialist Movement in India, Sangam Books, 1995.
- Proceedings, Indian History Congress, Parte 1, Indian History Congress, 2007.
- Madhavan K. Palat, Sarvepalli Gopal, Selected Works of Jawaharlal Nehru: Second series, Volume 10, Jawaharlal Nehru Memorial Fund, Oxford University Press, 1984.
- Selected Works of Jawaharlal Nehru, Volume 12, Jawaharlal Nehru Memorial Fund, Oxford University Press, 1991.
- N.M.P. Srivastava, Colonial Bihar, Independence and Thereafter: A History of the Searchlight, K.P. Jayaswal Research Institute, Patna, 1998.
- N.M.P. Srivastava, Militant Nationalism in Colonial Bihar: 1905-1947, K.P. Jayaswal Research Institute, Patna, 2013.
- Mohan, Surendra (21 March 2009). "Dr Lohia's Life and Thought: Some Notes". XLVII, No 14. Mainstream. Retrieved 23 March 2009.
- Lalit, Kumar (2000). Shramikon Ke Hitaishi Neta, Itihas Purush: Basawon Singh (in Hindi). Patna: Bihar Hindi Granth Academy.
- Jha, Sureshwar. Gems of Mithila (2014 ed.). Mithila Sanskrit Post Graduate Study & Research Institute (Publication Director – Dev Narain Yadav). p. 480 (at pages 439–445). OCLC 895247051.
- "Kamala Sinha passes away". The Hindu. 2 January 2015. Retrieved 2 January 2015.
- "Former union minister Kamla Sinha dies in US away". Times of India. 1 January 2015. Retrieved 1 January 2015.
- "Free-for-all at joint meeting of RJD, LJP". The Times of India. 8 June 2009. Retrieved 8 June 2009.

- Datos: Q4866310